# باق (رياضيات)
في الرياضيات، الباقي أو باقي القسمة (بالإنجليزية: Remainder)‏ هو الكمية «الباقية» أو «الفاضلة» بعد إجراء عملية حسابية. في الحساب، يعرف الباقي بالعدد الصحيح المتبقي بعد قسمة عدد صحيح على عدد صحيح آخر لينتج خارج القسمة. في الجبر، يعرف الباقي بكثيرة الحدود المتبقية بعد قسمة كثيرة حدود على كثيرة حدود أخرى.

## قسمة الأعداد الصحيحة
إذا كان a و d عددين صحيحين، و d ≠ 0، فإنه يمكن إثبات أنه يوجد عددان صحيحان وحيدان q و r، حيث a = qd + r و 0 ≤ d| ≥ r| . يطلق على q خارج القسمة، وعلى r الباقي أو باقي القسمة.

راجع خوارزمية إقليدس لبرهان النتيجة السابقة، وخوارزمية التقسيم للإطلاع على خورزمية تصف كيفية حساب الباقي.
ويطلق أحياناً على الباقي كما عرفناه أقل باقٍ موجب.

## أمثلة
عند قسمة 43 على 5 فإنه لدينا:
43 = 8 × 5 + 3
إذاً 3 هو أقل باقٍ موجب للقسمة.
هذه التعريفات تظل صحيحة لقيم d السالبة، على سبيل المثال، في حال قسمة 43 على −5,
43 = (−8)×(−5) + 3
حيث 3 أقل باقٍ موجب.

## أعداد الفاصلة العائمة
لـa و b أعداد فاصلة عائمة، و d غير صفري، يمكن قسمة a على d بلا باقٍ، ويكون ناتج القسمة عدد فاصلة عائمة آخر. إذا كان ناتج القسمة محصوراً على الأعداد الصحيحة، فإن مفهوم الباقي لا يزال ضرورياً. يمكن إثبات أنه يوجد خارج قسمة صحيح وحيد q وباقي قسمة عدد نقطة عائمة وحيد r بحيث a = qd + r  و 0 ≤ d| ≥ r| .

## في كثيرات الحدود
القسمة الإقليدية لكثيرات الحدود مشابهة لدرجة كبيرة للقسمة الإقليدية للأعداد الصحيحة، ونحصل فيها على باقٍ على صورة كثيرة حدود. يبنى وجوده على المبرهنة التالية: معطاة كثيرتي حدود في متغير واحد (a(x و (b(x (مع كون (b(x كثيرة حدود غير صفرية) معرفة على حقل (بالتحديد، الأعداد الحقيقية أو الأعداد المركبة)، فإنه يوجد كثيرتي حدود (q(x (ناتج القسمة) و (r(x (باقي القسمة) والتي تحقق:
{\displaystyle a(x)=b(x)q(x)+r(x)}
حيث
{\displaystyle \deg(r(x))<\deg(b(x)),}
وتشير "(...)deg" إلى درجة كثيرة الحدود. بالإضافة إلى أنه يوجد (q(x و (r(x وحيدتان تحققان هذا التعريف.